# Dryobates
Dryobates – rodzaj ptaków z podrodziny dzięciołów (Picinae) w rodzinie dzięciołowatych (Picidae).

## Zasięg występowania
Rodzaj obejmuje gatunki występujące w Eurazji, północno-zachodniej Afryce i Ameryce Północnej.

## Morfologia
Długość ciała 14–19 cm; masa ciała 16–48 g.

## Systematyka
W 2019 roku James Van Remsen Jr. zaproponował dołączenie Veniliornis i Leuconotopicus do rodzaju Dryobates. Ta propozycja nie została jednogłośnie zaakceptowana. Jednak część autorów przyjęło ją i np. autorzy Birds of the World uwzględniają je w rodzaju Dryobates.

### Etymologia
- Dryobates: gr. δρυς drus, δρυος druos „drzewo”; βατης batēs „piechur”, od βατεω bateō „stąpać”, od βαινω bainō „iść”[9].
- Hyloscopus: gr. ὑλοσκοπος huloskopos „pilnujący, strzegący lasu”, od ὑλη hulē „las”; σκοπος skopos „obserwator, strażnik”, od σκοπεω skopeō „uważać”[10]. Gatunek typowy: Picus nuttalii Gambel, 1843.
- Xylocopus: gr. ξυλοκοπος xulokopos „kujący drzewo”, od ξυλον xulon „drewno”; κοπος kopos „uderzający”, od κοπτω koptō „uderzać”[11]. Gatunek typowy: Picus minor Linnaeus, 1758.
- Xylopicus: gr. ξυλον xulon „drzewo”; późnogr. πικος pikos „dzięcioł”, od łac. picus „dzięcioł”[12]. Gatunek typowy: Picus minor Linnaeus, 1758.

### Podział systematyczny
Takson wyodrębniony ostatnio z Dendrocopos. Do rodzaju należą następujące gatunki:
- Dryobates minor (Linnaeus, 1758) – dzięciołek
- Dryobates cathpharius (Blyth, 1843) – dzięcioł czerwonopierśny
- Dryobates pubescens (Linnaeus, 1766) – dzięcioł kosmaty
- Dryobates nuttallii (Gambel, 1843) – dzięcioł kalifornijski
- Dryobates scalaris (Wagler, 1829) – dzięcioł pasiasty